# Vicca
Vicca, pseudonimo di Viktoria Kokorina (Mosca, 13 agosto 1974), è un'ex attrice pornografica russa.

## Biografia
Grazie alla sua bella presenza e al seno rifatto fu molto ricercata come modella a Mosca sin dall'età di 16 anni. Dopo aver vinto il concorso Miss Teen Moscow, lasciò Mosca inizialmente per frequentare un college siberiano di fotonica ma presto scelse la strada di modella professionista, all'età di 16 anni, anche se i genitori si opposero, ed in seguito di pornoattrice a Budapest.
Nel 1996 si recò a Los Angeles dove firmò alcuni contratti con la VCA Pictures, una compagnia statunitense di distribuzione e produzione di film pornografici, dopo aver ottenuto l'attenzione dal regista Michael Ninn con il film The Coming of Nikita, nel quale Vicca aveva recitato sotto il nome di Victoria Queen.Posò anche per Playboy nella video compilation Playboy's Red Hot Redheads ed altri show televisivi di Playboy, tra cui The Helmetcam Show, Stripsearch e Night Calls. Apparve anche in molte riviste per adulti come Club, Chéri e High Society. 
Fu una colonna portante della linea di abbigliamento fetish Dream Dresser, Frederick's of Hollywood e di alcuni Film di serie B con il nome di Viktoria Karina. Celebre anche l'interpretazione della regina cattiva in Biancaneve e i sette nani, film pornografico del regista italiano Franco Lo Cascio. Ha, inoltre, posato nel dicembre del 1998 per Penthouse Pet ed è stata finalista nel 2001. Dal 2000, non avendo più girato alcuna scena, ha abbondato l'industria pornografica.

## Riconoscimenti
- AVN Awards
  - 1998 – Best Solo Sex Scene per Diva 1 e 2[6]

## Filmografia
- Barone Von Masoch (1994)
- Marquis De Sade (1994)
- Biancaneve e i sette nani (1995)
- Coming Of Nikita (1995)
- Decameron 1 (1995)
- Decameron 2 (1995)
- Max 8: The Fugitive (1995)
- Private Stories 3 (1995)
- Snow White and 7 Dwarfs (1995)
- Big Babies in Budapest 1 (1996)
- Bottom Dweller: The Final Voyage (1996)
- Cumback Pussy 2 (1996)
- Dirty Dirty Debutantes 6 (1996)
- Dirty Stories 5 (1996)
- Inheritance (1996)
- Max Gold 3 (1996)
- Monastero (1996)
- Obsession of Laure (1996)
- Penetration 2 (1996)
- Pickup Lines 7 (1996)
- Private Stories 6 (1996)
- Thermonuclear Sex (1996)
- Una trombata megagalattica (1996)
- Whipped Cream (1996)
- Black Cops in Budapest (1997)
- Coming To Beverly Hills 1 (1997)
- Cumback Pussy 8 (1997)
- Dark Angel (1997)
- Decadence (1997)
- Diva 1: Caught In The Act (1997)
- Diva 2: Deep In Glamor (1997)
- Diva 4: Sexual Aria (1997)
- Essentially Juli (1997)
- Fresh Hot Babes 3 (1997)
- Lady Luck (1997)
- Magnificent 7 Girls (1997)
- New Wave Hookers 5 (1997)
- Possessions (1997)
- Rainwoman 11 (1997)
- Reporter (1997)
- Sodomania: Slop Shots 1 (1997)
- Sodomania: Slop Shots 3 (1997)
- South By Southeast (1997)
- Blowjob Adventures Of Dr. Fellatio 9 (1998)
- Cashmere (1998)
- Dangerous Rapture (1998)
- Fade To Blue (1998)
- Other Woman (1998)
- Photoplay (1998)
- Pleasure Pit (1998)
- Screen Play (1998)
- Still Insatiable (1998)
- To Live And Love In LA (1998)
- Vortex (1998)
- Adult Video News Awards 1999 (1999)
- Black Boots (1999)
- Booby Trap (1999)
- Dark Garden (1999)
- Devil in Miss Jones 6 (1999)
- Diva Girls (1999)
- Doc's Best Pops 1 (1999)
- I Spy Sex (1999)
- Infelicity (1999)
- Operation: Centerfold (1999)
- Operation: Centerfold 2 (1999)
- Ritual (1999)
- Sextraterestrials (1999)
- Vicca is Out of Control (1999)
- 69th Sense (2000)
- Deep Inside Nikita (2000)
- Deep Inside Vicca (2000)
- Indigo Nights (2000)
- Double Dippin (2004)
- Bald Beaver Blast (2005)
- Sucking the Big One (2005)